# Parc Ayres Natural Bridge
Ayres Natural Bridge Park est un parc du comté de Converse County, dans le Wyoming aux États-Unis. Il occupe 60 hectares entre les villes de Glenrock et de Douglas à environ 6 kilomètres au sud de l'Interstate 25. Le nom du parc est dérivé de la formation rocheuse du même nom. Ayres est le nom de famille de la famille qui a fait don du terrain qui faisait partie de leur ranch. 

## Description
Situé à environ 2 km au sud du sentier de l'Oregon, le pont naturel était souvent visité par des émigrants voyageant vers l'ouest. Il est considéré comme l'une des premières attractions touristiques du Wyoming. En 1843, un pionnier le décrivit comme « un pont naturel de roche solide, sur un torrent rapide, l'arche étant régulière comme celle façonnée par l'art ».
Le parc est libre à la visite. Il y a un petit terrain de camping dans le parc, ainsi que des aires de pique-nique ouvertes et des tables couvertes. Il est ouvert du 15 avril au 15 octobre, de 8 h à 20 h, et les campeurs enregistrés peuvent passer la nuit. Les animaux ne sont pas admis dans le parc. 

À l'entrée du parc, l'ancienne centrale électrique, un bâtiment en béton gris du début des années 1900 construit par la North Platte Irrigation Company pour alimenter en électricité l'eau de la rivière North Platte pour l'irrigation, est toujours préservée. L'entreprise a fait faillite avant la fin du projet. 

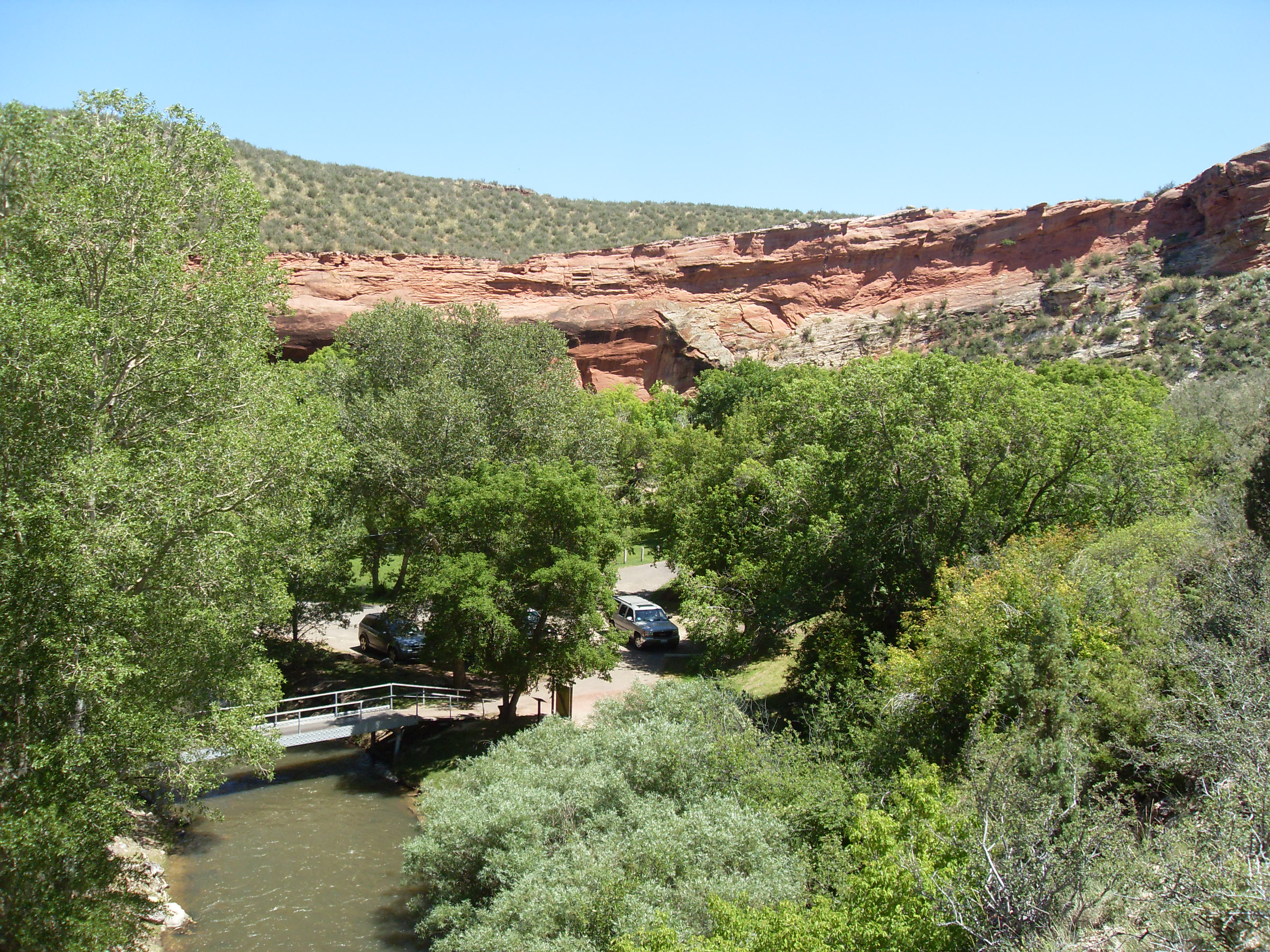
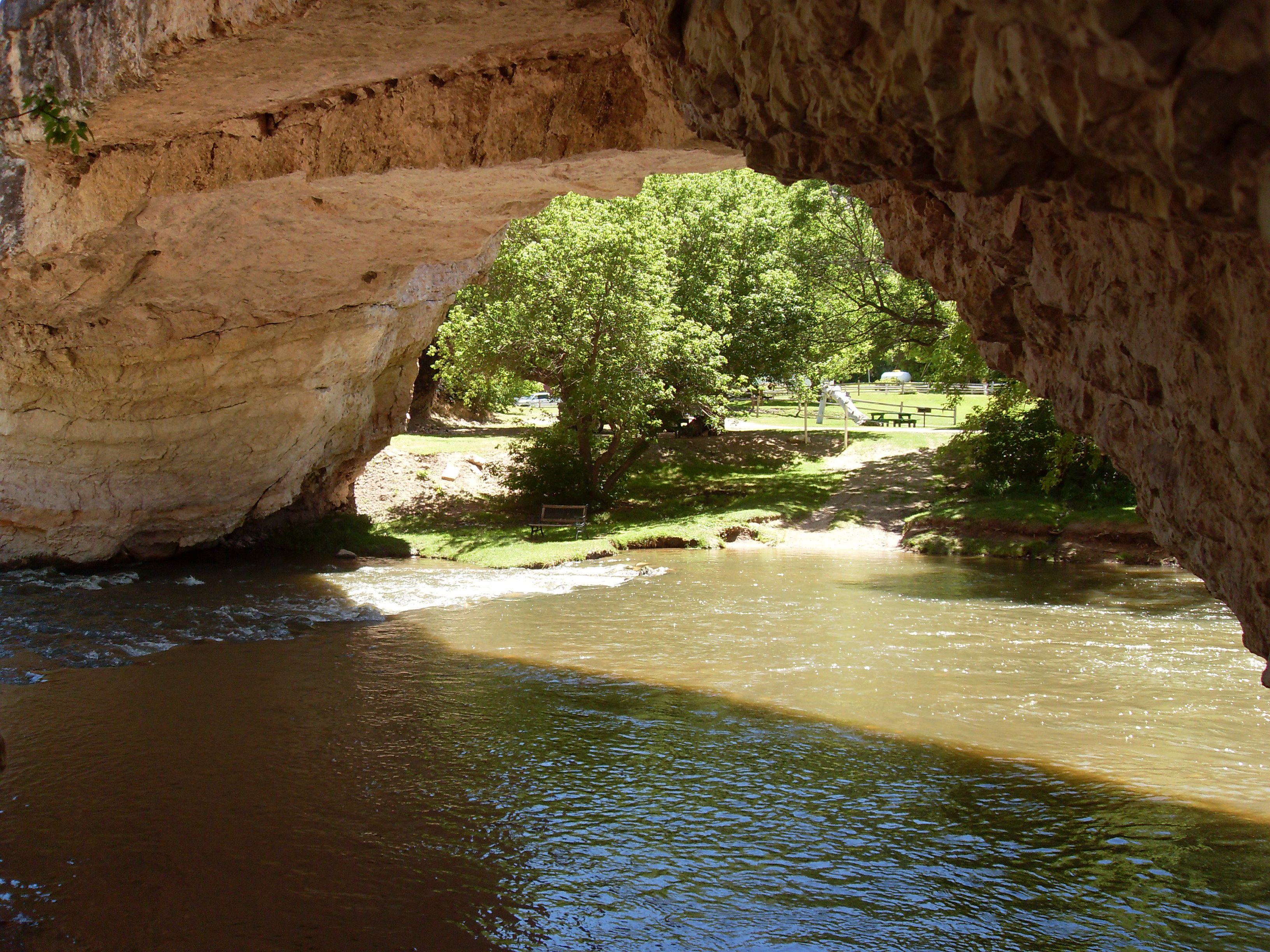
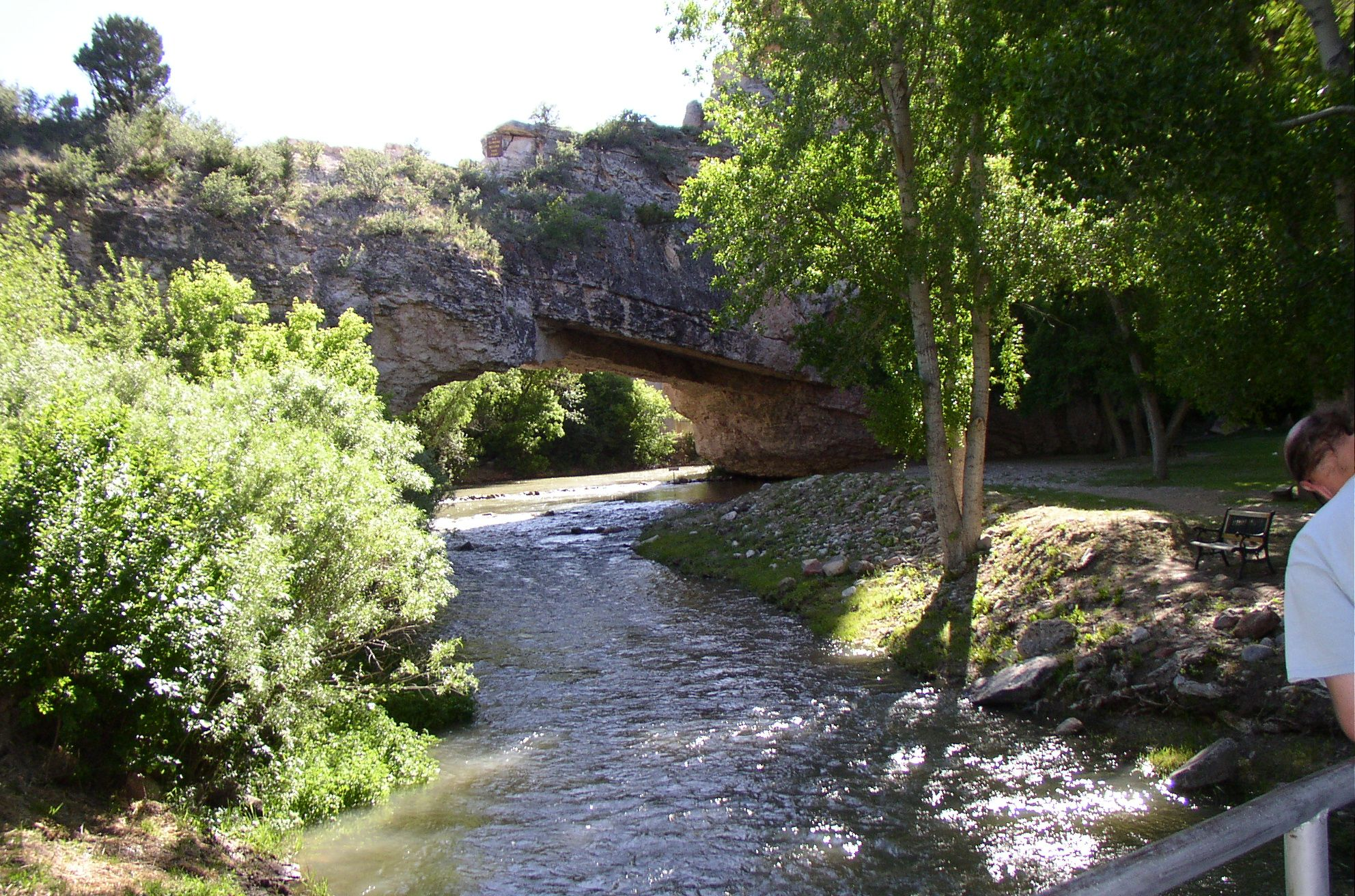
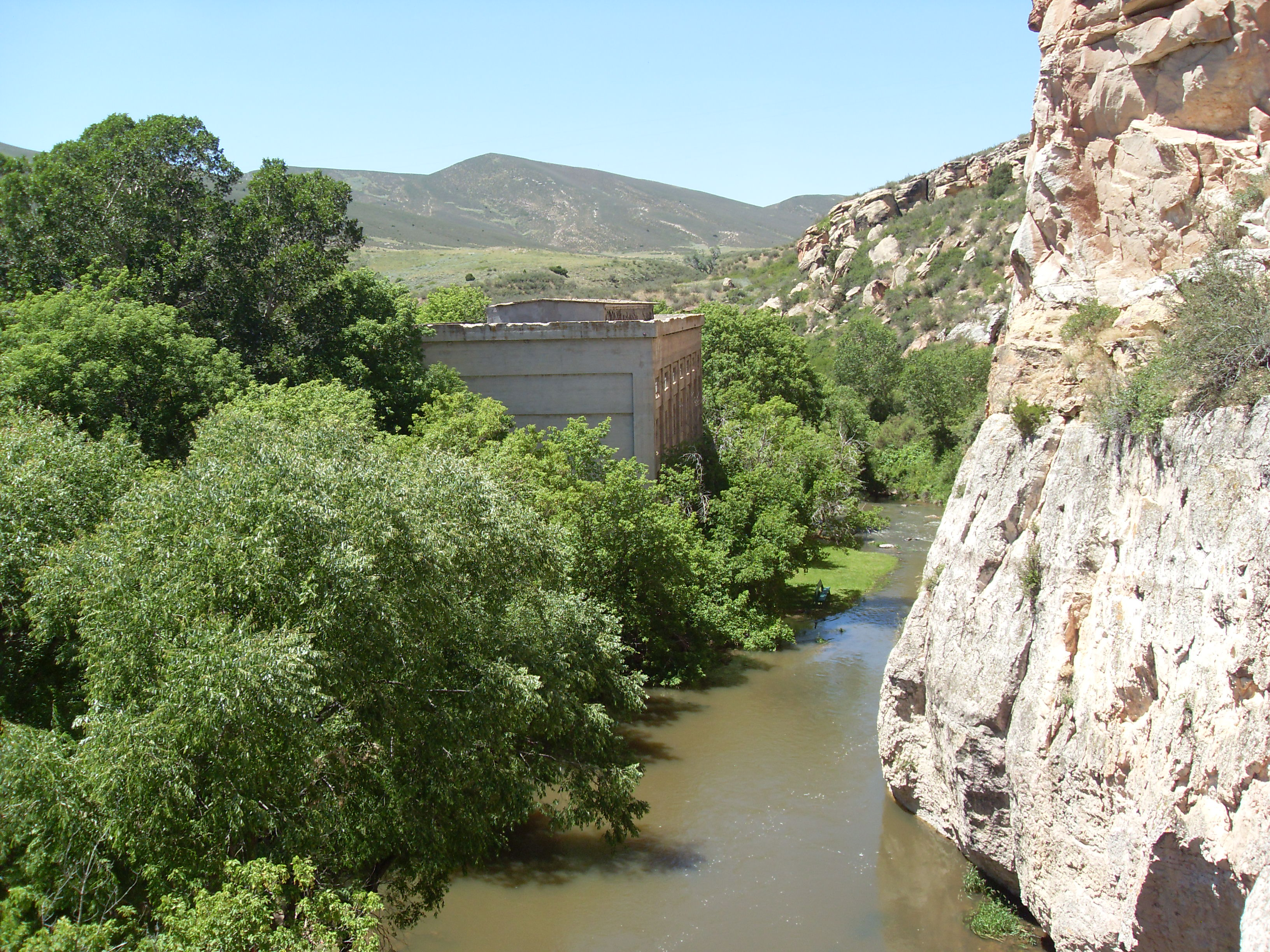
Ancienne centrale électrique
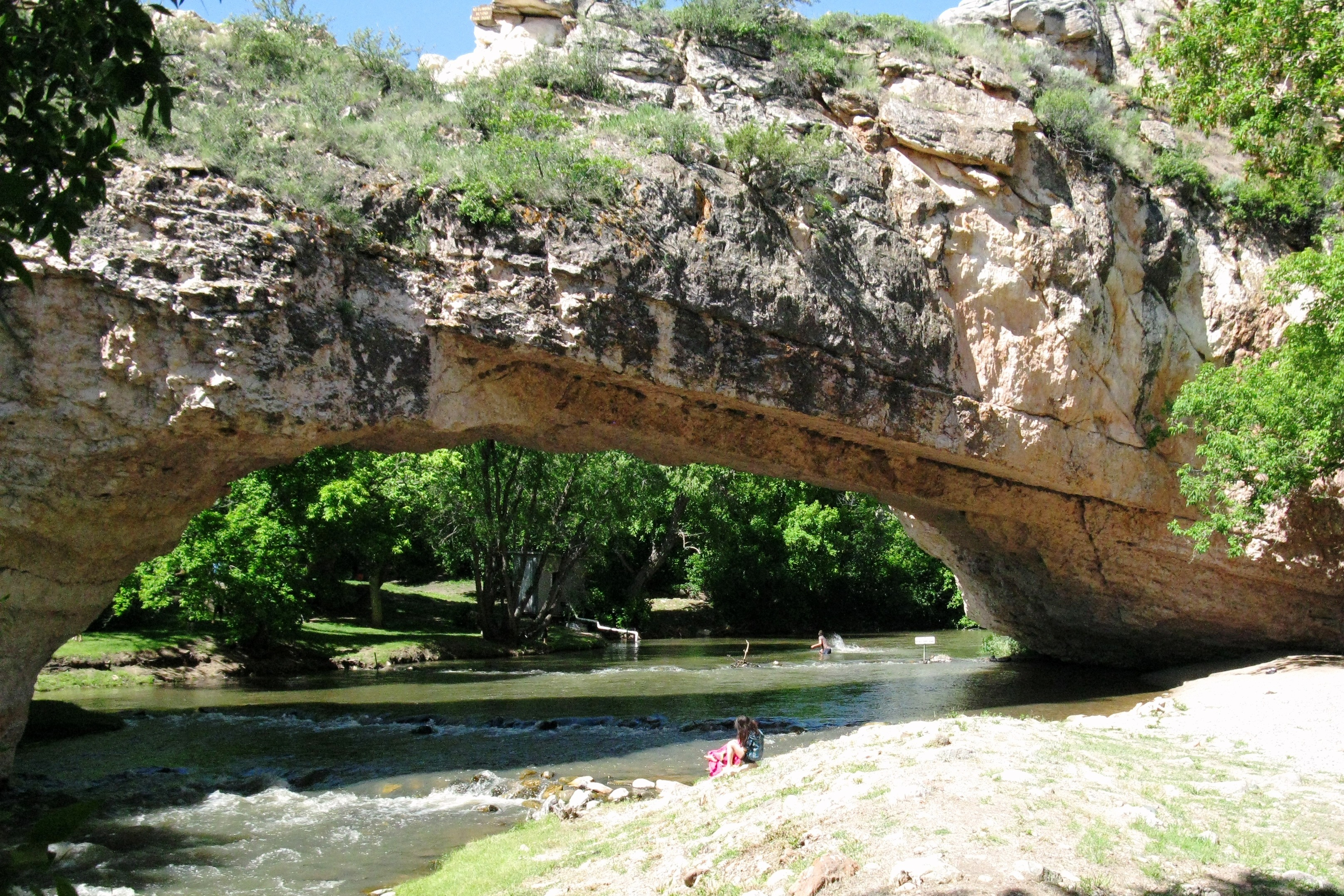
Pont naturel d'Ayres sur le ruisseau LaPrele